# Front de libération nationale du Tchad
Le Front de libération nationale du Tchad ou Frolinat est un mouvement armé tchadien créé le 22 juin 1966 au Soudan par Ibrahim Abatcha pour lutter contre le régime sudiste qui était accusé de discriminer les populations musulmanes du Nord, du Centre et de l'est.

## Histoire
Des rébellions avaient éclaté le 27 octobre 1965 à Mangalmé dans la région du Guéra.Les populations se révoltent contre un emprunt forcé payable en bétail et la multiplication par quatre de la "taxe civique". Une dizaine de fonctionnaires sont alors tués. En représailles, le Gouvernement lance une attaque et rase plusieurs villages. Le Regime sudiste de Ngarta Tombalbaye est accusé de discriminer les populations musulmanes du Nord, du Centre et de l'Est. C'est à partir de ces révoltes paysannes que Le Front de libération nationale du Tchad est créé le 22 juin 1966 à Nyala au Soudan. Les principaux fondateurs du mouvement sont issus de l'Union nationale tchadienne (section tchadienne du Mouvement socialiste africain) (Ibrahim Abatcha, Aboubakar Djallabo, Mahamat Ali Taher...) et du Front national de libération du Tchad de Hassan Ahmat Moussa. À partir de 1968, ils sont rejoints par de nombreux Toubous du Tibesti. Le mouvement connut de multiples divisions internes, suivant souvent des lignes ethnico-tribales.
La France, qui dirige de facto l’armée nationale tchadienne, mène une véritable guerre contre les rebelles de 1968 à 1973. L'opération Limousin, qui voit des centaines de soldats français être déployés sur le terrain, est déclenchée en avril 1969. Pour Paris, l'objectif de ces interventions est de maintenir au pouvoir des élites pro-françaises et d'assurer le rôle hégémonique de la France dans la région.
Arrivé au pouvoir en 1979, le pouvoir est toujours détenu depuis par des fractions héritières du Frolinat. Il existe toujours deux Frolinat, l'un dirigé par Goukouni Oueddei et l'autre par Abba Siddick.
Parmi les autres membres du Frolinat, on peut citer : Hissène Habré, Idriss Déby, Mahamat Nouri, Moussa Medella et Youssouf Togoimi.